# Carcinoma
Un carcinoma és una forma de càncer amb origen a les cèl·lules de tipus epitelial o glandular.
Els grans grups de carcinomes són els carcinomes epidermoides i els adenocarcinomes. Els carcinomes constitueixen el tipus més comú de càncer per raó de l'elevada taxa de divisió d'aquest tipus de teixits i l'elevada exposició a carcinògens d'origen extern (radiacions, químics…)